# Julia Voth
Julia Voth (Saskatchewan, 16 maggio 1985) è una modella e attrice canadese.

## Biografia

### Modella
Ha cominciato a posare all'età di 14 anni, e nel corso degli anni ha prestato il suo volto per le campagne pubblicitarie di Calvin Klein, Shu Umera, Shiseido, Wacoal, Avon, Suntory, Herbal Essences, Uniqlo, Asahi.
È apparsa su diverse riviste, perlopiù statunitensi.
All'età di 17 anni, nel 2002, è stata scelta per dare vita, con la tecnica del motion capture, al personaggio di Jill Valentine in Resident Evil Rebirth.

### Attrice

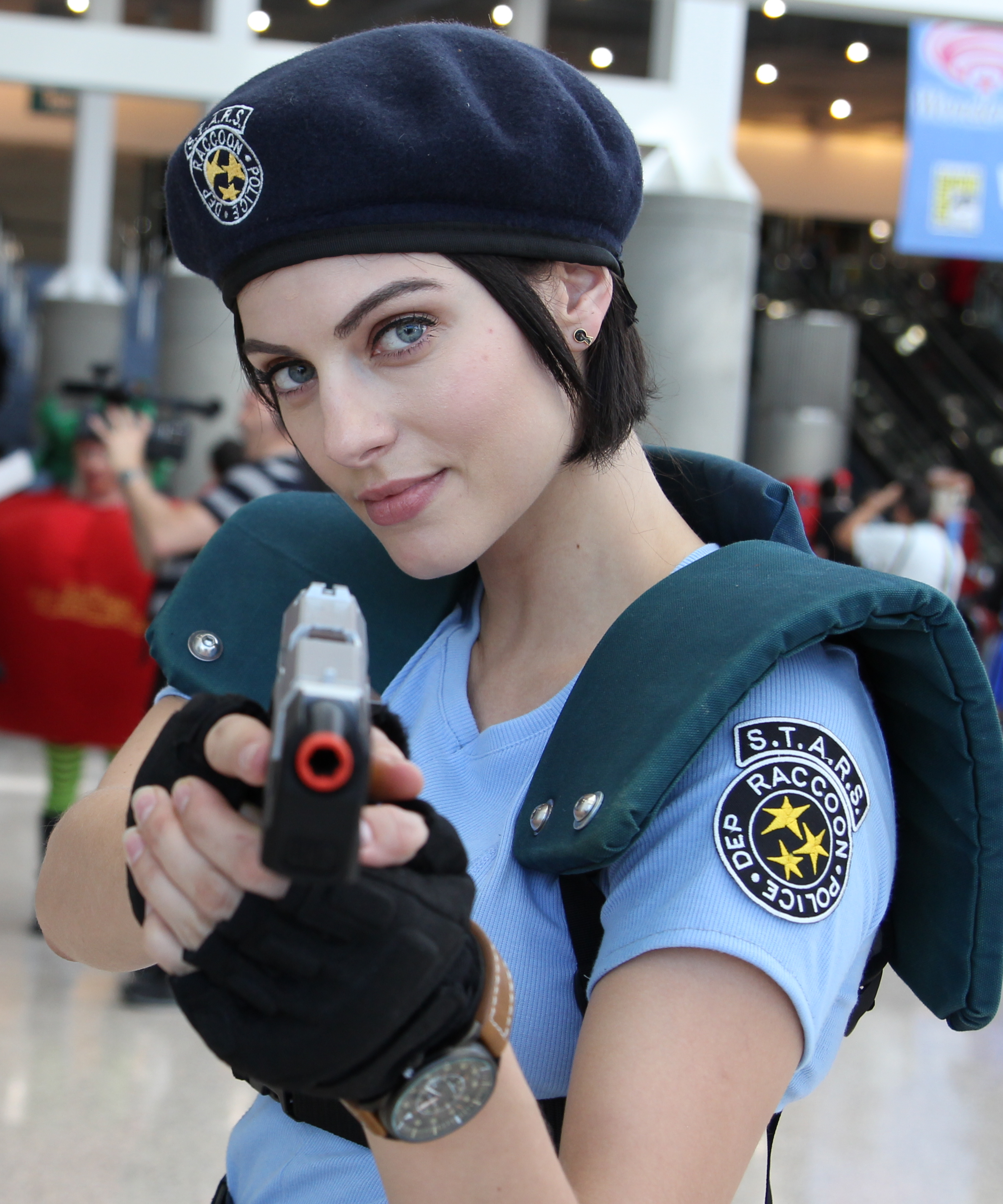
Julia Voth nei panni di Jill Valentine al WonderCon 2016

Ha esordito come attrice nei film, tutti usciti nel 2009, The Anniversary di John Campea, Love Hurts di Barra Grant e Bitch Slap - Le superdotate di Rick Jacobson. Nello stesso anno è entrata nel cast della serie televisiva prodotta da MTV The Phone.
Recentemente ha recitato nel corto Project: S.E.R.A., dove la vediamo anche qui nei panni di una donna di nome Gillian Eames, alle prese con uno zombie.

## Filmografia

### Film
- The Anniversary, regia di John Campea (2009)
- Love Hurts, regia di Barra Grant (2009)
- Bitch Slap - Le superdotate (Bitch Slap), regia di Rick Jacobson (2009)
- Lilith, regia di Sridhar Reddy (2011)
- Painkillers, regia di Peter Winther (2015)
- Seattle Road, regia di Ryan David (2015)
- Hard Surfaces, regia di Zach Brown (2017)
- Bit, regia di Brad Michael Elmore (2019)

### Televisione
- The Phone – serie TV, 6 episodi (2009)
- Huge - Amici extralarge - serie TV, episodi 1x09 e 1x10 (2010)
- Supernatural - serie TV, episodio 6x03 (2010)
- Castle - serie TV, episodio 3x22 (2011)
- Holiday High School Reunion - film per la TV, regia di Marita Grabiak (2012)
- Project: S.E.R.A. - serie TV, 6 episodi (2013)
- Package Deal - serie TV, 26 episodi (2013-2014)
- Tucker's War - serie TV, episodi 1x01 e 1x02 (2017)

### Cortometraggi
- Alone, regia di Ben Howdeshell (2011)
- Project: S.E.R.A., regia di Ben Howdeshell (2012)
- Save Her, regia di Hillary Bosarge (2016)